# Synchlora noel
Synchlora noel är en fjärilsart som beskrevs av Sperry 1949. Synchlora noel ingår i släktet Synchlora och familjen mätare. Inga underarter finns listade i Catalogue of Life.